# Tournoi de beach-volley de Majorque
Le tournoi de beach-volley de Majorque est l'une des manches à avoir été inscrite au calendrier du FIVB Beach Volley World Tour, le circuit professionnel mondial de beach-volley sous l'égide de la Fédération internationale de volley-ball.
La compétition se tient à cinq reprises entre 2001 et 2008 dans différentes villes de l'île espagnole de Majorque. L'épreuve messieurs couvre l'ensemble de la durée tandis que l'épreuve dames ne se joue qu'en 2002 et 2004.

## Éditions
| # | Année | Date messieurs     | Date dames       | Catégorie    | Site                                      | Diffuseur TV |
| - | ----- | ------------------ | ---------------- | ------------ | ----------------------------------------- | ------------ |
| 1 | 2001  | 12 au 16 septembre | -                | Tournoi open | Plage de Santa Ponsa à Calvià             |              |
| 2 | 2002  | 4 au 8 septembre   | 3 au 7 septembre | Tournoi open | Plage de Can Pastilla à Palma de Majorque |              |
| 3 | 2003  | 3 au 7 septembre   | -                | Tournoi open | Plage de Can Pastilla à Palma de Majorque |              |
| 4 | 2004  | 7 au 11 juillet    | 6 au 10 juillet  | Tournoi open | Plage de Santa Ponsa à Calvià             | Teledeporte  |
| 5 | 2008  | 2 au 7 septembre   | -                | Tournoi open | Arènes de Palma de Majorque               |              |

## Palmarès

### Messieurs
| Année | Vainqueurs                            | Finalistes                           | Troisième place                      |
| ----- | ------------------------------------- | ------------------------------------ | ------------------------------------ |
| 2001  | Tande et Emanuel Rego                 | Mariano Baracetti et Martín Conde    | Roberto Lopes da Costa et Franco     |
| 2002  | Martin Laciga et Paul Laciga          | Benjamin Insfran et Marcio Araujo    | Emanuel Rego et Ricardo Santos       |
| 2003  | Benjamin Insfran et Marcio Araujo     | Markus Dieckmann et Jonas Reckermann | Mariano Baracetti et Martín Conde    |
| 2004  | Martin Laciga et Paul Laciga          | Markus Egger et Sascha Heyer         | Paulo Emilio et Fábio Luiz Magalhães |
| 2008  | Pedro Solberg et Harley Marques Silva | David Klemperer et Eric Koreng       | Benjamin Insfran et Franco           |

### Dames
| Année | Vainqueurs                                    | Finalistes                       | Troisième place                       |
| ----- | --------------------------------------------- | -------------------------------- | ------------------------------------- |
| 2002  | Shelda Bede et Adriana Behar                  | Misty May-Treanor et Kerri Walsh | Ana Paula Connelly et Tatiana Minello |
| 2004  | Larissa França et Juliana Felisberta da Silva | Susanne Lahme et Danja Müsch     | Eva Celbová et Soňa Nováková          |

## Tableau des médailles

### Messieurs
| Nation    | Or | Argent | Bronze | Total |
| --------- | -- | ------ | ------ | ----- |
| Brésil    | 3  | 1      | 4      | 8     |
| Suisse    | 2  | 1      | -      | 3     |
| Allemagne | -  | 2      | -      | 2     |
| Argentine | -  | 1      | 1      | 2     |

### Dames
| Nation             | Or | Argent | Bronze | Total |
| ------------------ | -- | ------ | ------ | ----- |
| Brésil             | 2  | -      | 1      | 3     |
| États-Unis         | -  | 1      | -      | 1     |
| Allemagne          | -  | 1      | -      | 1     |
| République tchèque | -  | -      | 1      | 1     |